# Biltong
Il biltong è un alimento tipico della cultura afrikaner sudafricana, diffuso soprattutto in Sudafrica, Zimbabwe, Namibia ed eSwatini.
Costituito da carne essiccata, marinata, speziata e tagliata a strisce o a pezzetti sottili, può essere fatto con la carne di manzo, con la carne di struzzo o anche con diversi tipi di selvaggina (per esempio impala, orice, eland o springbok); si può anche usare il pesce, nel qual caso prende il nome di bokkoms. Venduto in bustine di plastica, è considerato più uno snack che un piatto da servire a tavola.

## Etimologia
La parola "biltong" deriva dall'olandese bil (scamone) e tong (striscia).

## Origini

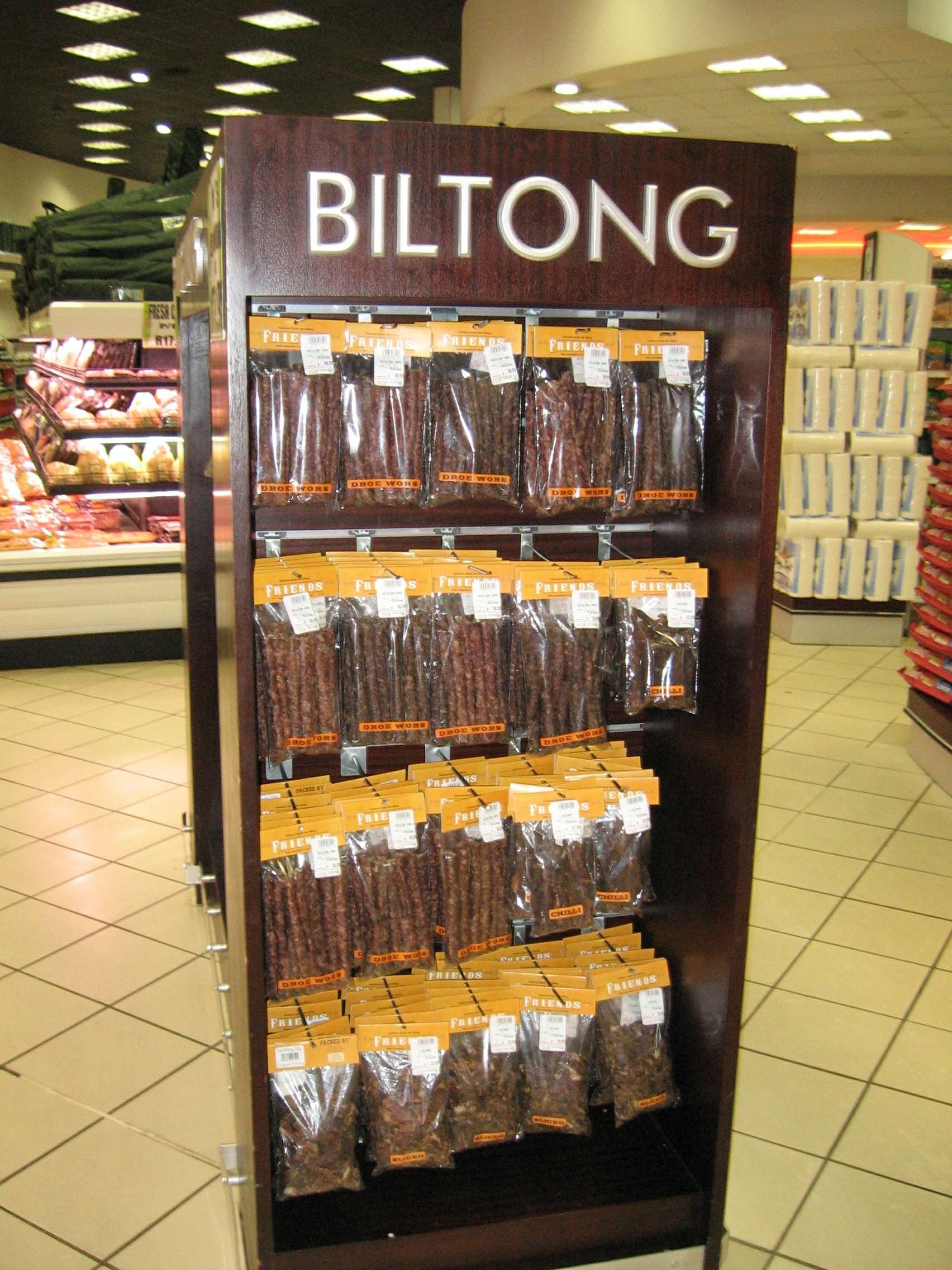
Espositore di biltong in un supermercato di Johannesburg

Il biltong nacque nel XVII secolo nella Colonia del Capo olandese (attuale Sudafrica), come evoluzione di una ricetta olandese per la carne tagliata a strisce e marinata con aceto, spezie e sale. La necessità di conservare la carne in un ambiente caldo, proteggendola inoltre dagli insetti, portò a modificare questa ricetta aggiungendo il procedimento dell'essiccazione. Questa idea si diffuse e si sviluppò ulteriormente nel periodo del Grande Trek, in cui i boeri voortrekker che partivano dal Capo di Buona Speranza verso l'interno dovevano portare con sé scorte di cibo per molti giorni di viaggio.

## Preparazione
Gli ingredienti tradizionali del biltong sono l'aceto di mele, il sale, il coriandolo, il pepe e lo zucchero. A questi possono essere aggiunti altri sapori, come nitrato di potassio, aceto balsamico, aglio, salsa Worcestershire e cipolla. La carne viene tagliata lungo le venature naturali, in strisce o piccoli pezzi, e marinata per diverse ore prima di essere cosparsa di spezie. Il preparato viene quindi lasciato riposare per qualche ora, e poi messo ad essiccare (tradizionalmente all'aperto, oppure in scatole di cartone o di legno). L'essiccazione deve durare circa 4 giorni. Al termine del procedimento, il biltong assume un colore molto scuro (talvolta quasi nero) e una consistenza molto solida. Per questo motivo, le strisce o i pezzetti devono essere di piccole dimensioni e sottili, in modo che sia possibile masticarli senza fatica.

## Distribuzione
Il biltong si trova praticamente in tutti i supermercati e negozi di alimentari del Sudafrica e della Namibia, normalmente con una certa scelta di sapori e di carni. Poiché viene considerato uno snack, non è infrequente trovarlo anche presso i distributori di benzina, nei bar e in luoghi analoghi. Ci sono anche negozi (o chioschi) specializzati nella vendita di biltong.

## Diffusione nel mondo
Oltre che in Namibia e in Sudafrica, il biltong è apprezzato nel Regno Unito, in Australia e negli Stati Uniti.